# Rieti
Rieti je historické město ve střední Itálii, v oblasti Lazio, asi 90 km severovýchodně od Říma. Leží na řece Velino, je sídlem provincie a biskupství Rieti.

## Geografie
Město leží v ohybu řeky Velino, na jižním okraji údolí Conca a je obklopeno vysokými horami. Údolí Velina bylo v pravěku jezero vulkanického původu, postupně vysychající a vypouštěné až do 3. stol. př. n. l. Zbyla z něj dvě malá jezírka a velmi úrodná krajina. Území města zasahuje do Sabinských a Reatinských hor, zahrnuje řadu vesnic a samot a nejvyšší bod dosahuje 2105 m n. m. Na sever a na východ od historického centra jsou moderní průmyslové a obytné čtvrti.

## Administrativní dělení
Město sestává z historického centra a 19 k němu připojených obcí, čtvrtí či samot: Belmonte in Sabina, Cantalice, Casperia, Castel Sant'Angelo, Cittaducale, Colli sul Velino, Concerviano, Contigliano, Greccio, Longone Sabino, Micigliano, Monte San Giovanni in Sabina, Montenero Sabino, Poggio Bustone, Rivodutri, Roccantica, Stroncone (TR), Terni (TR),  a Torricella in Sabina.

## Doprava
Město leží na železniční trati Terni - L‘Aquila a na státní silnici SS 4 z Říma do San Benedetto del Tronto, která sleduje starověkou silnici Via Salaria, „solnou cestu“ k Adriatickému moři. Dříve přecházela řeku Velino po antickém mostě, nad troskami jeho pilířů se klene most moderní, který vede dnešními ulicemi Via Roma a Via Garibaldi přes náměstí Viktora Emmanuela, někdejší římské forum. 
Město mělo od 30. let 20. století vojenské letiště, které v roce 1945 Spojenci Royal Air Force vybombardovali. 
Letiště s aerodromem bylo po válce obnoveno a funguje pro rekreační lety a jako školicí středisko.

## Ekonomika
V městě je významný průmysl umělých vláken a výroby cukru. Významný podíl má truristický ruch.

## Historie

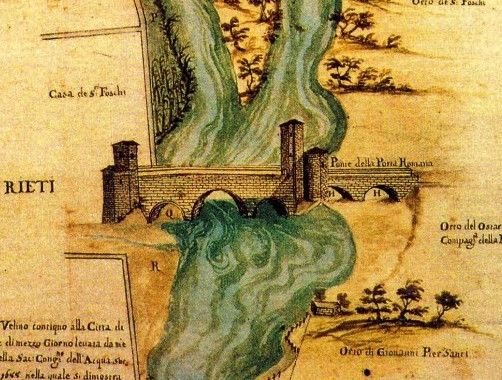
Římský most ve Rieti na mapě řeky Velino ze 16. století

Podle legendy město založila bohyně Rhea Silvia, legendární matka Romula a Rema. Její setkání s římským velitelem Mariem Dentatem znázorňuje horní polovina městského znaku, z jejího jména byl odvozen původní název města Reate. Podle archeologických nálezů sídlo vzniklo na počátku doby železné (asi v 9.–8. století před naším letopočtem). V dřívějších dobách byla oblast kolem Rieti obydlena Umbry, později ji osídlili Sabinové, kteří postupovali podél řeky Tibery. Sabinské hlavní město Reate dobyl v roce 290 př. n. l. římský vojevůdce a konzul Manius Curius Dentatus, protože leželo při důležité římské silnici Via Salaria (Solná stezka). Z té doby se na řece Velino dochovaly základy mostu.
Od 5. století je Rieti sídlem biskupství, v roce 1145 je vyplenil Roger II. Sicilský. 
Ve středověku bylo svobodným městem, než se stalo součástí Církevního státu. 
Jako papežské sídlo se Rieti  stalo svědkem významných historických událostí: roku 1185 se zde budoucí římský císař Jindřich VI. Štaufský oženil s Konstancií Sicilskou. 
V údolí Piana Reatina v prvních desetiletích 13. století pobýval svatý František z Asissi se svými následovníky a založili zde postupně čtyři poustevny.  
13. července 1234  papež Řehoř IX. ve zdejší katedrále svatořečil Dominika a 3. srpna 1234 vydal pro řád německých rytířů Zlatou bulu rietskou (Pietati proximum).
Roku 1289 zde byl Karel II. z Anjou korunován neapolským králem.
V letech 1816-1860 náleželo Rieti k Rakouské říši, poté bylo připojeno k Italskému království. Od roku 1967 je sídlem stejnojmenné provincie.
Město leží na trase poutní cesty sv. Františka

## Pamětihodnosti
- Zbytky římského mostu přes řeku Velino, původní délka 38,9 m a šířka 6 metrů, vstupní brána byla opevněná, na mostě stála středověká kaple.
- Hradby s bastiony a brány ze 13.-14. století.
- Náměstí Viktora Emmanuela, někdejší římské fórum, s renesanční kašnou s delfíny.
- Románská katedrála Nanebevzetí Panny Marie z roku 1225, přestavěná v 16. století, s mohutnou věží z roku 1252 a kryptou z roku 1157, na oltářích barokní sochy, mj. od Berniniho.
- Biskupský (také papežský) palác, románsko-gotický, dostavěný roku 1283, přestavěný v 16. a 17. století (reperezentační sály s manýristickými malbami v 1. patře), nyní sídlo diecézního muzea
- Palazzo comunale (radnice) ze 13. století. nyní sídlo městského muzea
- Renesanční palác Vicentini se zahradou, r. 1589 zakoupil Marco Vincentini, projektoval Jacopo Barozzi da Vignola.
- Kostel S. Maria in Vescovio s freskami z doby kolem 1300.
- Kostel sv. Františka z Assisi s klášterem, z roku 1245, přestavěný 1636;
- Kostel sv. Augustina s klášterem, ze 13. století.
- Kostel sv. Dominika s klášterem, založen roku 1266

## Galerie

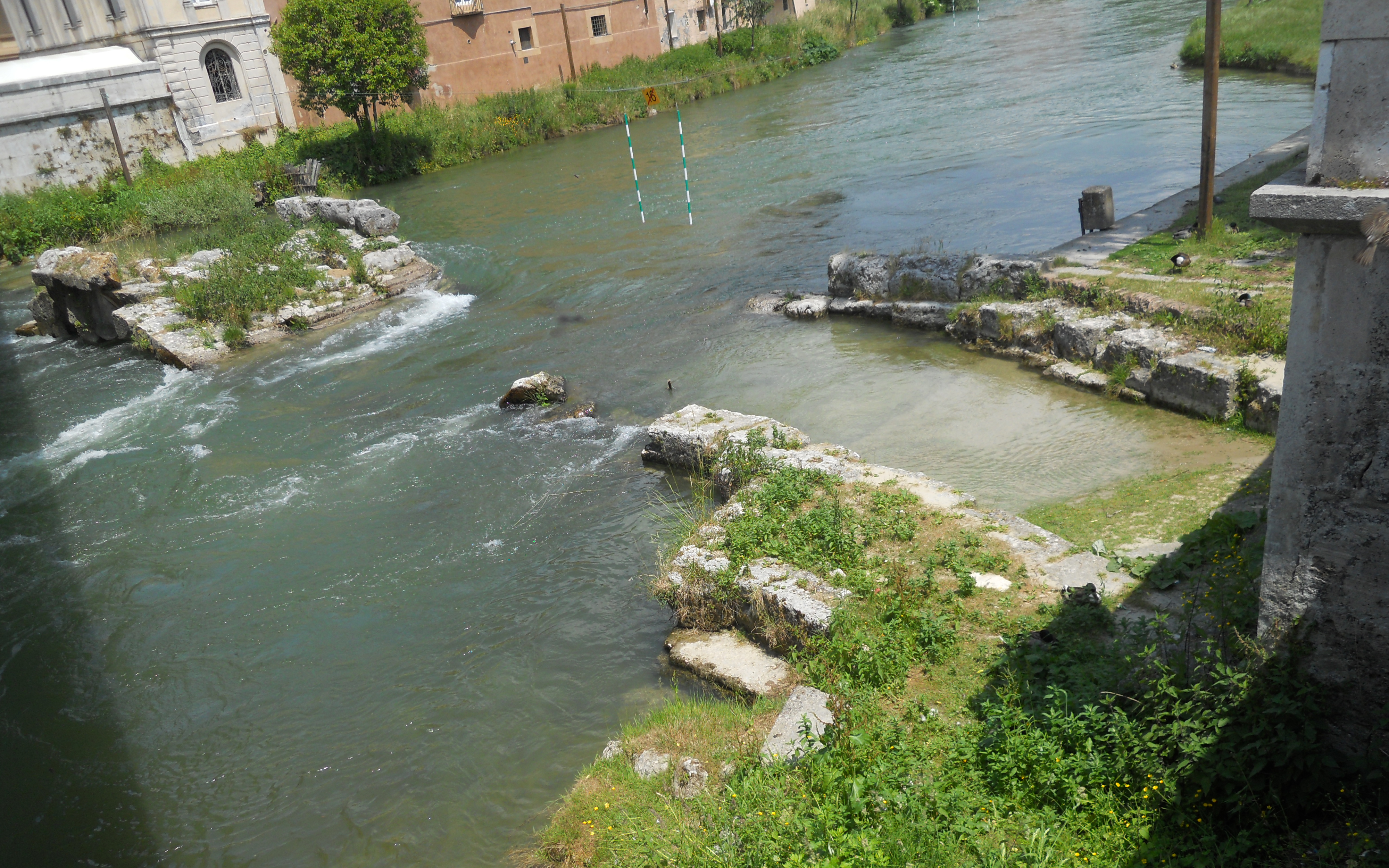
Pilíře římského mostu
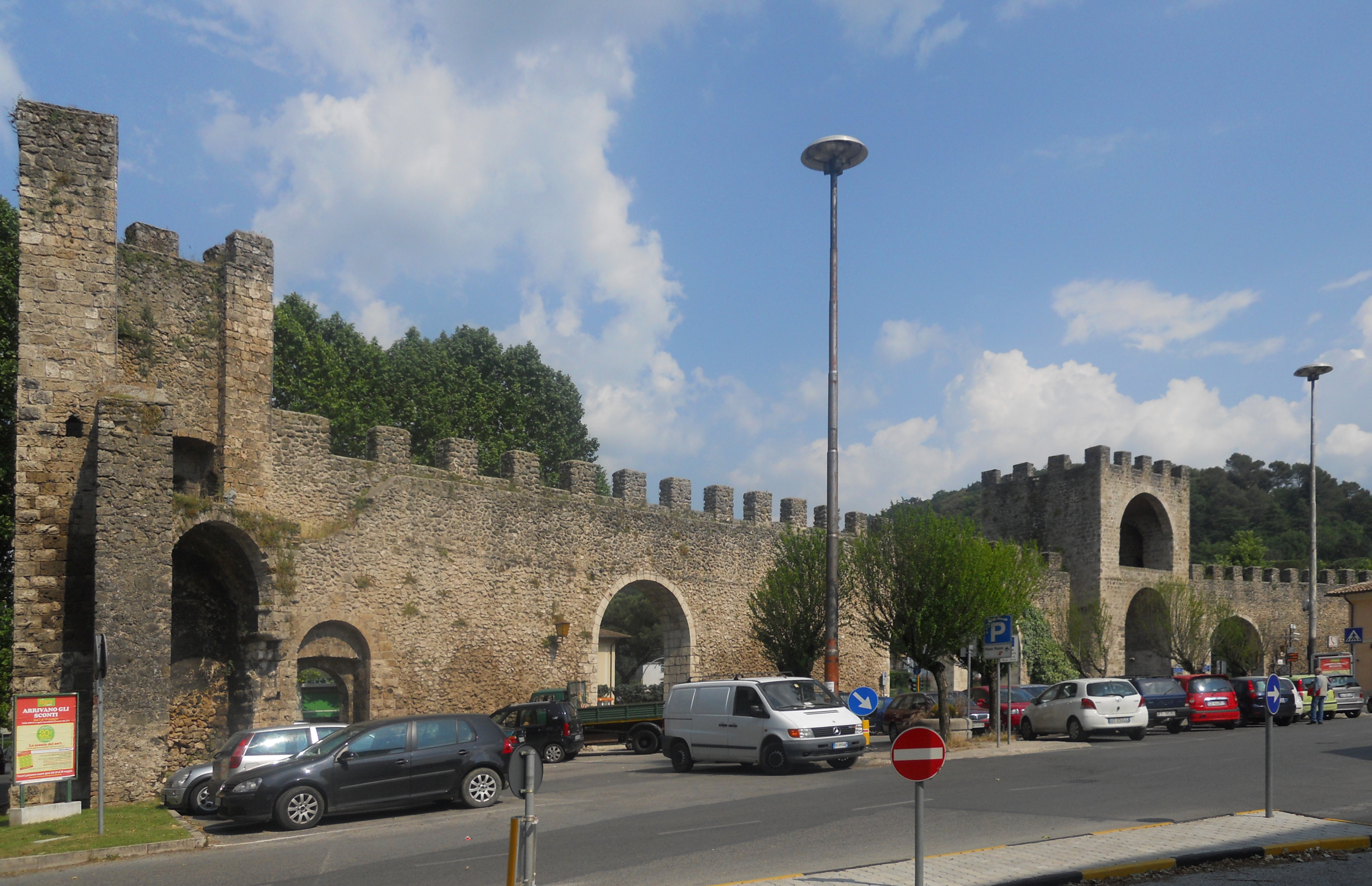
Městské hradby
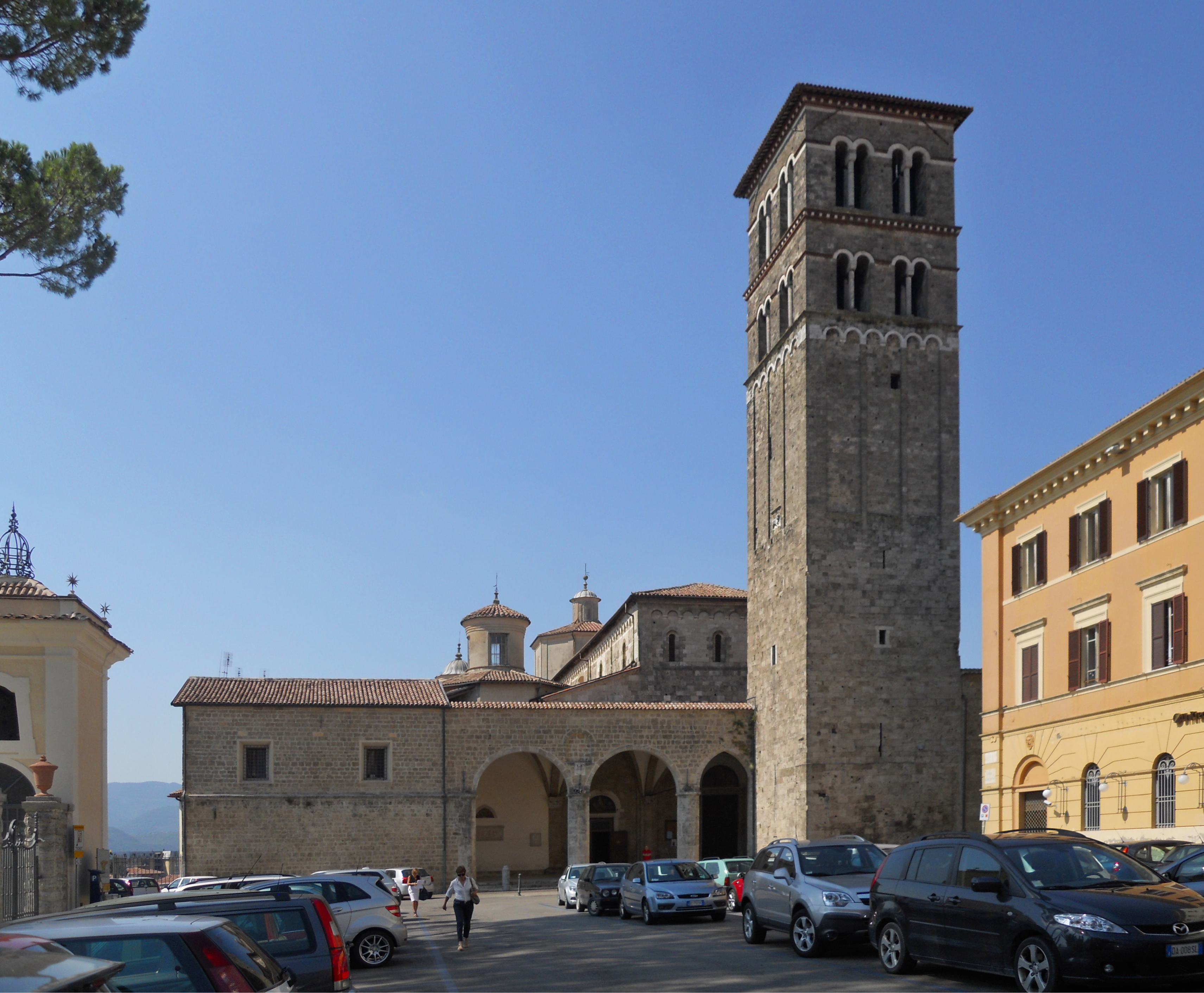
Katedrála s věží
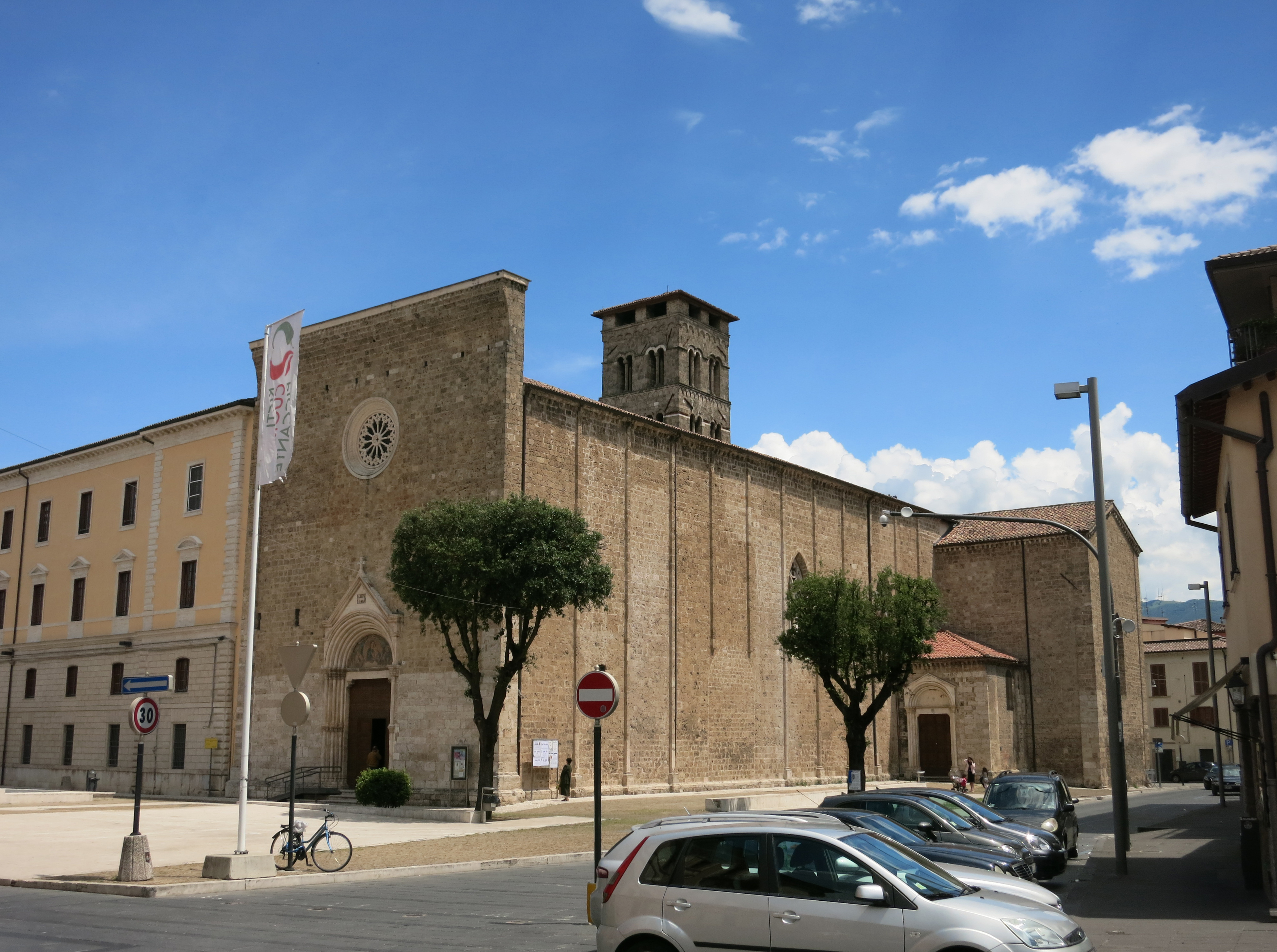
Kostel sv. Augustina
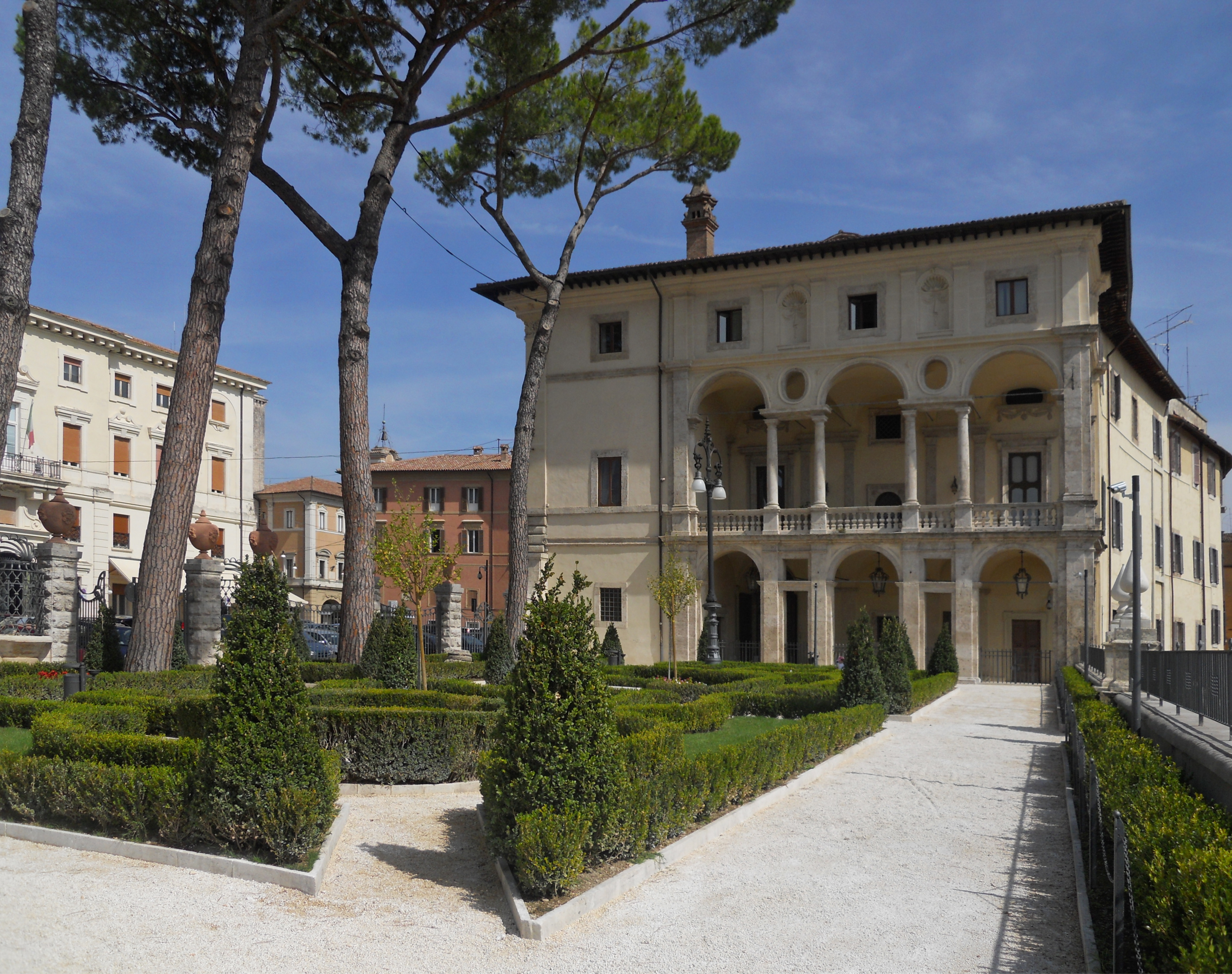
Palác Vincentini se zahradou
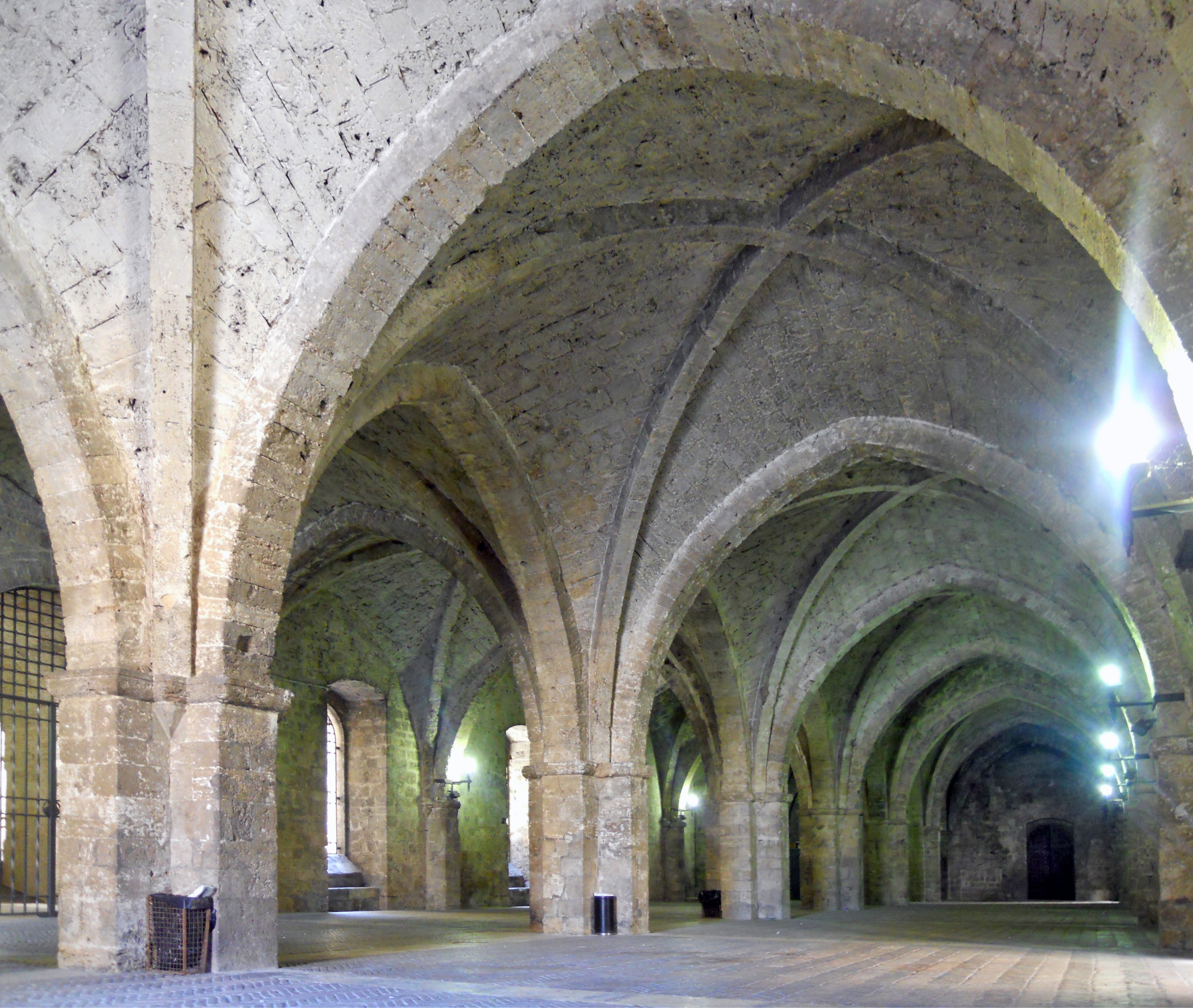
Biskupský palác, přízemí
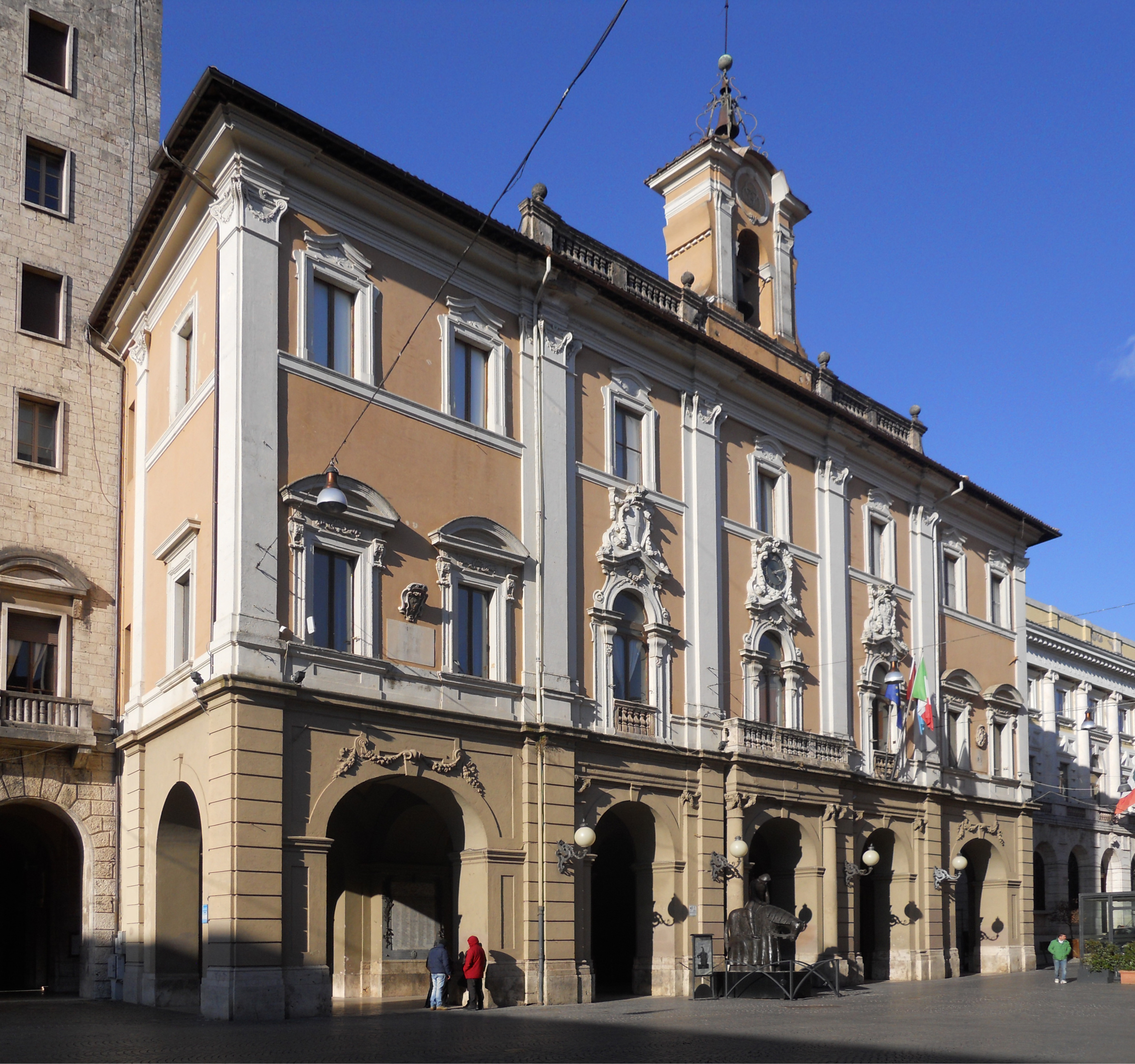
Radnice (muzeum)

## Slavní rodáci
- Marcus Terentius Varro (116 – 27 př. n. l.), římský spisovatel a polyhistor
- Mosè ben Isaac/Moše z Rieti  (1368-1466), italský lékař, básník a rabín